# Альберт Пірро
Альберт Пірро (латис. Alberts Voldemārs Pirro, нім. Albert Woldemar Pirro, рос. Альберт-Вольдемар Павлович Пирро) — авантюрист, співробітник органів ВЧК, який в 1919 році видавав себе за консула Бразилії у Києві.

## Біографія

### Ранні роки
Народився 9 січня 1893 року у в садибі Лізум у Венденському повіті Ліфляндської губернії в родині Павла та Анни Пірро. Міг мати естонські корені, але зростав у латиському середовищі і розмовляв латиською.
В молодості працював журналістом у Ризі, зокрема у виданні «Рігас Авізе». З роботи його вигнали за плагіат — він нібито отримав гонорар за перекладений англійський роман, видавши себе за його автора. Підробляв також у московських та петербурзьких газетах.
У 1914 році навчався у Варшаві.
28 листопада 1915 року мобілізований до національної гвардії 2-го розряду, згодом переведений у 1-ї роти 6-го Тукумського батальйону латиських стрільців. У вересні 1916 року був позбавлений звання підпоручика за самовільні дії. У грудні 1916 року був поранений.
У 1917 році перебував в Іркутську, де видавав себе за офіцера і «уславився» продажем фальшивих квитків на концерт Шаляпіна.
З приходом до влади більшовиків влаштувався на державну службу та невдовзі встановив контакти з ВЧК.

### Провокація з «бразильським консульством» у Києві
У 1919 році був відряджений ВЧК до Києва під виглядом «консула Бразилії в УСРР».
Одразу після приїзду Пірро на київських вулицях розвісили оголошення, в яких закликали зареєструватися в консульстві бразильських громадян та тих, хто хоче ними стати. При цьому особливий наголос в оголошеннях робився на тому, що бразильці матимуть захист від свавілля влади. Обіцянку цю підтверджував підпис керівника ВУЧК Мартина Лациса.
Консульство охоче брало на роботу киян, при цьому перевага надавалася кандидатам, які не поділяють більшовицькі ідеї. Пірро також пропонував охочим послуги з обміну валюти.
Все це робилося для виявлення політично нелояльних елементів та виявлення тих, хто мав грошові накопичення. Усі вони потрапляли під переслідування ЧК.
Запропонувавши одній співробітниці консульства Раїсі Поплавській виїхати до Франції, Піррон проконтролював, щоб вона залишила у спідницю зашифрований лист. За кілька годин Поплавська була затримана. ВУЧК повідомила, що заарештувала шпигунку, що мала передати послання до самого французького прем'єра Клемансо і подальше розслідування «виявило» масштабну змову «чорного офіцерства і всього буржуазного світу», на чолі якої нібито стояв бразильський консул. П'ятьох керівників «змови», зокрема й самого Пірро засудили до страти.
Попри повідомлення про розстріл усіх засуджених, були свідки, що бачили, як Пірро залишив Київ в особистому автомобілі одного з чекістських керівників — Якова Петерса. Популярною серед киян була також версія, що й сам Пірро ніколи не існував, а роль «бразильського консула» виконував сам Петерс.

### Подальше співробітництво з ЧК
За кілька місяців Пірро з'явився в сибірському Омську. Де видавав себе за «дансько-голландського консула Гофмана» і діяв за відпрацьованим у Києві сценарієм. За сприяння Пірро до рук ЧК потрапили чимало офіцерів колчаківської армії та цілком цивільних осіб. Після завершення операції також повідомили про «викриття контреволюційної змови», аршет «Гофмана» та етапування його до Москви.
Надалі Пірро допомагав вибудовувати розвідницьку й підривну мережу радянських спецслужб в країнах Балтії, а також працював кур'єром — вивозив коштовності та гроші для організації «пролетарських повстань» в країнах Європи.
З початком розслідування фінансових зловживань за «справою Гохрана» Пірро затримали. Тож з виходом із в'язниці він вирішив залишити Радянську Росію.

### Після втечі з Радянської Росії
Опинившись знову в Ризі, Пірро видавав себе то за представника американської продовольчої організації АРА, то за радянського торговельного агента. Місцевим комуністам він пропонував допомогу у розв'язанні питань з поліцією і спецслужбами, а спецслужбам — допомогу в боротьбі з комуністами. В 1923 році Пірро заарештували і вислали з Латвії.
Пірро перебрався до Литви, звертався з пропозиціями про співробітництво до газет у Каунасі, жив у Шяуляї.
Повернувшись до Латвії, потрапив до в'язниці, де написав брошуру «З мечем, вогнем і червоним прапором» та серію нарисів «Я каюсь і проклинаю», яку надрукувала ризька газета «Слово».
Надалі відзначився кількома крадіжками та спробами шахрайства, не раз був арештований і провів кілька термінів в різних в'язницях Латвії. Двічі намагався звести рахунки з життям.
Останні згадки про Пірро датовані 1936 роком.